# Claire Goll
Pour les articles homonymes, voir Goll.
Claire Goll, née Clara Aischmann le 29 octobre 1891 à Nuremberg et morte le 30 mai 1977 dans le 7e arrondissement de Paris, est une écrivaine, poétesse et journaliste franco-allemande. Elle a été l'épouse du romancier et poète Yvan Goll.

## Biographie
Claire Goll naît de parents prussiens aristocrates et juifs en 1890. Face à une mère d'une extrême violence, Claire Goll avoue avoir tenté de la tuer à l'âge de douze ans. À propos du décès de sa mère dans un camp de concentration, elle exprime à l'occasion d'une émission littéraire animée par Bernard Pivot son indifférence, ajoutant : « C'était pendant vingt ans, – avant tout le monde, – que j'ai été dans un camp de concentration. Et la première nazie que j'ai connue, c'était ma mère. » Son frère, qui avait subi la même violence que sa sœur, s'est suicidé à seize ans.
En 1911, Clara Aischmann épouse le futur éditeur Heinrich Studer (de) et vit avec lui à Leipzig. En mai 1912, elle met au monde une fille, Dorothea Elisabeth, prénommée Doralies. En 1916, elle émigre en tant que pacifiste en Suisse, où elle étudie à l'Université de Genève, s'engage dans le mouvement pacifiste et commence à travailler comme journaliste. En 1917, elle fait la connaissance du poète Yvan Goll. À la fin de 1918, elle a une liaison avec Rainer Maria Rilke, avec lequel elle gardera des liens d'amitié jusqu'à sa mort.
En 1918 paraît son premier recueil de poèmes, Mitwelt, et le recueil de nouvelles Die Frauen erwachen. Elle se rend à Paris en 1919 avec Yvan Goll, et ils s'y marient en 1921. En 1926, elle publie son premier roman, Le nègre Jupiter enlève Europe (Der Neger Jupiter raubt Europa). Ses nouvelles, poèmes et romans paraissent aussi en français. Elle compose avec son mari d'autres recueils de poèmes : Poèmes d'amour (1925), Poèmes de la jalousie (1926) et Poèmes de la vie et de la mort (1927).
Claire et Yvan Goll, tous deux d'origine juive, fuient le national-socialisme en 1939 et s'exilent à New York. Ils ne reviennent qu'en 1947 à Paris, où Yvan Goll meurt en 1950.
Après la mort d'Yvan Goll, elle se consacre à l'œuvre de son mari, mais elle manipule les textes et en falsifie les données. Ses romans autobiographiques Le Ciel volé (Der gestohlene Himmel, 1962) et Traumtänzerin (1971) n'attirent pas l'attention. En revanche, sa dispute avec Paul Celan défraie la chronique. Claire Goll accusait Paul Celan d'avoir plagié Yvan Goll, ce qui s'est révélé totalement faux. En 1951, elle avait commandé à Celan les traductions de trois recueils de son mari puis les avait fait refuser, les jugeant trop imprégnées de la personnalité du traducteur : en janvier 1952, la brouille entre les deux est consommée, mais Claire Goll ne cesse plus d'attaquer le poète, qui en souffre énormément.
Ses mémoires, intitulés La Poursuite du vent (Ich verzeihe keinem. Eine literarische Chronique scandaleuse unserer Zeit), sont publiés en 1976.
Elle meurt en 1977 et est inhumée auprès de son mari Yvan Goll au cimetière du Père-Lachaise (10e division),. Yvan Goll avait demandé de reposer en face de la tombe de Chopin, ce qui fut réalisé en 1955. Leur tombe porte un motif dessiné par Marc Chagall.
La bibliothèque de Claire et Yvan Goll est conservée à la médiathèque La Boussole  de Saint-Dié-des-Vosges.
Il existe une école maternelle Claire-Goll à Saint-Dié-des-Vosges et une rue Yvan-et-Claire-Goll à Strasbourg.